# Eysines
Eysines è un comune francese di 19 382 abitanti situato nel dipartimento della Gironda nella regione della Nuova Aquitania.
Il comune fa parte dell'area urbana di Bordeaux.

## Società

### Evoluzione demografica
Abitanti censiti